# Lista di motu proprio
Il seguente elenco, ordinato cronologicamente per la data di stesura, riporta alcuni motu proprio dei papi della Chiesa cattolica. Il numero romano accanto al motu proprio indica l'ordine cronologico dei motu proprio all'interno del pontificato.

## XVI secolo

### Paolo III (1534-1549)
- I Cum Monasterium (10 dicembre 1538)
- II Cum sicut accepimus (23 dicembre 1538)

## XVIII secolo

### Clemente XI (1700-1721)
- I Romanus Pontifex (2 novembre 1701)
- II (14 novembre 1703)[1]
- III (7 ottobre 1711)
- IV (23 settembre 1716)

### Innocenzo XIII [1721-1724)
- I (23 luglio 1722)
- II (4 agosto 1722)
- III (20 novembre 1722)

### Benedetto XIII (1724-1730)
- I (29 maggio 1724)
- II (28 aprile 1725)
- III Patrocinum pupillorum et viduarum (13 gennaio 1726)
- IV Nuperrimi sexto nimirum idus (22 febbraio 1726)
- V (22 agosto 1726)

### Clemente XII (1730-1740)
- I (20 settembre 1730)
- II (19 settembre 1731)
- III (1 gennaio 1732)
- IV (27 dicembre 1733)
- V (20 novembre 1735)
- VI (17 maggio 1738)

### Benedetto XIV (1740-1758)
- I (18 marzo 1746)
- II Pensando noi (29 giugno 1748)
- III (5 dicembre 1751)
- IV (8 luglio 1755)

### Clemente XIII (1758-1769)
- I (30 agosto 1764)

### Clemente XIV (1769-1774)
- I Sopra il nuovo regolamento intorno alla esazione della Tassa fissa delle Strade (30 aprile 1770)
- II (27 febbraio 1773)
- III Donazione al Seminario Romano nel 1774, nel quale non si parla delle Terme di Caracalla (14 luglio 1774)

### Pio VI (1775-1799)
- I (16 giugno 1787)
- II (24 febbraio 1790)

## XIX secolo

### Pio VII (1800-1823)
- I In cui si prescrive un nuovo Sistema Annonario e di libero Commercio in materia di Grani (3 settembre 1800)
- II Le più colte (11 marzo 1801)
- III L'oggetto del maggior bene (4 novembre 1801)
- IV Il lodevole desiderio (16 dicembre 1801)
- V (14 luglio 1803)
- VI (15 settembre 1802)
- VII (27 aprile 1804)
- VIII (6 giugno 1804)
- IX Diversi Provedimenti circa l'esigenza della Dativa Reale e di altre Tasse, tanto Camerali, che comunitative (2 Agosto 1804)
- X (18 agosto 1814)
- XI (22 settembre 1814)
- XII Quando per ammirabile disposizione (6 luglio 1816)
- XIII (1 Aprile 1817)
- XIV Disposizioni regolatrici dei lavori pubblici di acque e strade (23 ottobre 1817)
- XV Sul nuovo codice di procedura civile (22 novembre 1817)
- XVI (10 dicembre 1817)
- XVII Presidenza delle Strade (15 gennaio 1818)
- XVIII (22 luglio 1818)
- XIX La sanità marittima de'porti, e lidi dello Stato Pontificio (25 novembre 1818)
- XX Sugli acquedotti di Roma (2 dicembre 1818)
- XXI Sulla conservazione e rinnovazione delle strade di Roma (10 dicembre 1818)
- XXII Sulle stime de' fondi rustici del nuovo catasto generale dello Stato ecclesiastico (3 marzo 1819)
- XXIII I porti dello Stato Pontificio (31 gennaio 1820)
- XXIV (9 dicembre 1820)
- XXV (31 maggio 1821)
- XXVI Pesca fluviale e lacuale. Affari diversi. Lago Trasimeno (3 agosto 1822)

### Leone XII (1823-1829)
- I Quod divina sapientia (28 agosto 1824)
- II Riforma dell’Amministrazione pubblica, della procedura civile e delle tasse dei giudizi (5 ottobre 1824)
- III Sopra il regolamento degli ospedali di Roma (3 gennaio 1826)
- IV (27 febbraio 1826)
- V L'olio oggetto (21 giugno 1826)
- VI Gloriosi nostri (14 novembre 1826)
- VII Sulla riforma del Registro e Bollo (22 novembre 1826)
- VIII Sull'amministrazione pubblica (21 dicembre 1827)
- IX (27 dicembre 1827)
- X Sul regime ipotecario (30 gennaio 1828)
- XI Metodo di amministrazione della truppa pontificia (17 marzo 1828)
- XII (30 gennaio 1828)
- XIII (21 dicembre 1828)
- XIV (10 gennaio 1829)

### Pio VIII (1829-1830)
- I (18 luglio 1830)

### Gregorio XVI (1831-1846)
- I (11 giugno 1831)
- II Sulla erezione della Legazione di Velletri (1 febbraio 1832)
- III Sulla sistemazione economica dei Sacri Palazzi (10 Dicembre 1832)
- IV Regolamento legislativo e giudiziario per gli affari civili (10 novembre 1834)
- V (10 dicembre 1834)
- VI (1º marzo 1839)

### Pio IX (1846-1878)
- I (16 luglio 1846)
- II Concernente l'istituzione del consiglio dei ministri (12 giugno 1847)
- III Sulla organizzazione del Consiglio e Senato di Roma e sue attribuzioni (2 ottobre 1847)
- IV (12 settembre 1850)
- V (16 gennaio 1874)

### Leone XIII (1878-1903)
- I Placere nobis (18 gennaio 1880)
- II Augustum sanctissimumque (1º ottobre 1888)
- III Ut Mysticam (14 marzo 1891)
- IV Alumnis Seminarii Vaticani (25 luglio 1892)
- V Auspicia rerum (19 marzo 1896)
- VI Sodalium Benedictinorum Ordinem (15 dicembre 1897)
- VII Ea animi sollicitudo (4 luglio 1898)
- VIII Cum plura Nobis (10 luglio 1898)
- IX Quum nonnullorum (20 luglio 1898)
- X Ad pastoralem (5 aprile 1902)
- XI Litteras ante annos (25 novembre 1902)

## XX secolo

### Pio X (1903-1914)
- I Inter sullicitudines (1903)
- II (7 aprile 1910)

### Benedetto XV (1914-1922)
- I Alloquentes proxime (25 marzo 1917)

### Pio XI (1922-1939)
- I Inde ab initio Pontificato (1930)
- II Sancta Dei Ecclesia (25 marzo 1938)

### Pio XII (1939-1958)
- I Norunt profecto (27 ottobre 1940)
- II Cum nobis (4 novembre 1941)
- III Apostolico Hispaniarum (7 aprile 1947)
- IV Animarum studio (16 dicembre 1947)
- V Primo feliciter (12 marzo 1948)
- VI Crebrae allatae sunt (22 febbraio 1949)
- VII Quandoquidem templum - Sul Pontificio istituto S. Eugenio per i giovani sacerdoti (2 aprile 1949)
- VIII Sollicitudinem Nostram (6 gennaio 1950)
- IX Postquam Apostolicis - Canoni per le Chiese Orientali (9 febbraio 1952)
- X Valde solliciti - Nuove disposizioni sulle vesti cardinalizie (30 novembre 1952)
- XI Cleri sanctitate, sui riti orientali (2 giugno 1957)

### Giovanni XXIII (1958-1963)
- I Boni Pastoris (22 febbraio 1959)
- II Rubricarum instructum (25 luglio 1960)
- III Consilium (2 febbraio 1962)

### Paolo VI (1963-1978)
- I Pastorale munus (30 novembre 1963)
- II Sacram liturgiam (25 gennaio 1964)
- III Studia latinitatis (22 febbraio 1964)
- IV In fructibus multis (2 aprile 1964)
- V Ad futuram rei memoriam (19 maggio 1964)
- VI Ad purpuratorum Patrum Collegium (11 febbraio 1965)
- VII Sacro Cardinalium Consilio (26 febbraio 1965)
- VIII Apostolica sollicitudo (15 settembre 1965)
- IX Integrae servandae (7 dicembre 1965)
- X Finis Concilio Oecumenico Vaticano II (3 gennaio 1966)
- XI Summi Dei beneficio (3 maggio 1966)
- XII Munus apostolicum (10 giugno 1966)
- XIII De Episcoporum Muneribus (15 giugno 1966)
- XIV Ecclesiae Sanctae (6 agosto 1966)
- XV Catholicam Christi Ecclesiam (6 gennaio 1967)
- XVI Episcopalis Potestatis (2 maggio 1967)
- XVII Sacrum diaconatus (18 giugno 1967)
- XVIII Pro comperto sane (6 agosto 1967)
- XIX Africae terrarum (29 ottobre 1967)
- XX Pontificalis Domus (28 marzo 1968)
- XXI Pontificalia Insignia (21 giugno 1968)
- XXII Romanae Dioecesis (30 giugno 1968)
- XXIII Credo del Popolo di Dio (30 giugno 1968)
- XXIV Pastoralis migratorum cura (15 agosto 1969)
- XXV Ad hoc usque tempus (15 aprile 1969)
- XXVI Sollicitudo omnium Ecclesiarum (24 giugno 1969)
- XXVII Sanctitas clarior (19 marzo 1969)
- XXVIII Mysterii Paschalis (14 febbraio 1969)
- XXIX Apostolicae caritatis (19 marzo 1970)
- XXX Matrimonia mixta (31 marzo 1970)
- XXXI Ingravescentem Aetatem (20 novembre 1970)
- XXXII Causas matrimoniales (28 marzo 1971)
- XXXIII Sedula cura (27 giugno 1971)
- XXXIV Ministeria quaedam (15 agosto 1972)
- XXXV Ad Pascendum (15 agosto 1972)
- XXXVI Quo aptius (27 febbraio 1973)
- XXXVII Cum matrimonialium causarum (8 settembre 1973)
- XXXVIII Firma in traditione (13 giugno 1974)
- XXXIX Catholica ecclesia (23 ottobre 1976)
- XL Apostolatus peragendi (10 dicembre 1976)
- XLI Iustitiam et pacem (10 dicembre 1976)
- XLII Inter eximia (11 maggio 1978)

### Giovanni Paolo II (1978-2005)
- I Familia a Deo Instituta (9 maggio 1981)
- II Tredecim Anni (6 agosto 1982)
- III Recognito Iuris Canonici Codice (2 gennaio 1984)
- IV Dolentium Hominum (11 febbraio 1985)
- V Quo Civium Iura (21 novembre 1987)
- VI Sollicita Cura (26 dicembre 1987)
- VII Decessores Nostri (18 giugno 1988)
- VIII Iusti Iudicis (28 giugno 1988)
- IX Ecclesia Dei (2 luglio 1988)
- X Istituzione dell'Ufficio del Lavoro della Sede Apostolica (ULSA) (1º gennaio 1989)
- XI Europae Orientalis (15 gennaio 1993)
- XII Inde a Pontificatus (25 marzo 1993)
- XIII Socialium Scientiarum (1º gennaio 1994)
- XIV Vitae Mysterium (11 febbraio 1994)
- XV Statuto definitivo dell'Ufficio del Lavoro della Sede Apostolica (30 settembre 1994)
- XVI Stella Maris (31 gennaio 1997)
- XVII Ad Tuendam Fidem (18 maggio 1998)
- XVIII Apostolos Suos (21 maggio 1998)
- XIX Inter Munera Academiarum (28 gennaio 1999)
- XX Spes Aedificandi (1º ottobre 1999)
- XXI Proclamazione di San Tommaso Moro a Patrono dei Governanti e dei Politici (31 ottobre 2000)
- XXII La nuova Legge fondamentale dello Stato della Città del Vaticano (26 novembre 2000)
- XXIII Sacramentorum sanctitatis tutela (10 gennaio 2002)
- XXIV Misericordia Dei (2 maggio 2002)
- XXV Affida alla Congregazione dei Legionari di Cristo la cura e gestione del Pontificio Istituto Notre Dame of Jerusalem Center (26 novembre 2004)

## XXI secolo

### Benedetto XVI (2005-2013)
- I L'antica e venerabile Basilica (31 maggio 2005)
- II L'approvazione e la pubblicazione del Compendio del Catechismo della Chiesa Cattolica (28 giugno 2005)
- III Totius orbis (9 novembre 2005)
- IV De aliquibus mutationibus in normis de electione romani pontificis (11 giugno 2007)
- V Summorum Pontificum (7 luglio 2007)
- VI Antiqua ordinatione (21 giugno 2008)
- VII Ecclesiae unitatem (2 luglio 2009)
- VIII Approvazione del nuovo statuto dell'Ufficio del Lavoro della Sede Apostolica (ULSA) (7 luglio 2009)
- IX Omnium in mentem (26 ottobre 2009)
- X Ubicumque et semper (21 settembre 2010)
- XI Prevenzione e contrasto delle attività illegali in campo finanziario e monetario (30 dicembre 2010)
- XII Quaerit semper (30 agosto 2011)
- XIII Porta fidei (11 ottobre 2011)[2]
- XIV Intima Ecclesia natura (1º dicembre 2012)
- XV Fides per Doctrinam (25 gennaio 2013)
- XVI Ministrorum institutio (25 gennaio 2013)
- XVII Normas nonnullas (22 febbraio 2013)

### Francesco (2013-2025)
- I Sulla giurisdizione degli organi giudiziari dello Stato della Città del Vaticano in materia penale (11 luglio 2013)
- II Per la prevenzione ed il contrasto del riciclaggio, del finanziamento del terrorismo e della proliferazione di armi di distruzione di massa (8 agosto 2013)
- III Approvazione del nuovo Statuto dell'Autorità di Informazione Finanziaria (15 novembre 2013)
- IV Fidelis dispensator et prudens (24 febbraio 2014)
- V Trasferimento della Sezione Ordinaria dell'Amministrazione del Patrimonio della Sede Apostolica alla Segreteria per l'Economia (8 luglio 2014)
- VI Statuto dei nuovi Organismi Economici (22 febbraio 2015)
- VII L'attuale contesto comunicativo (27 giugno 2015)
- VIII Mitis Iudex Dominus Iesus (15 agosto 2015)
- IX Mitis et misericors Iesus (15 agosto 2015)
- X Come una madre amorevole (4 giugno 2016)
- XI Statuto del Dicastero per i Laici, la Famiglia e la Vita (4 giugno 2016)
- XII I Beni Temporali (4 luglio 2016)
- XIII Sedula Mater (15 agosto 2016)
- XIV Humanam Progressionem (17 agosto 2016)
- XV Sanctuarium in Ecclesia (11 febbraio 2017)
- XVI Maiorem hac dilectionem (11 luglio 2017)
- XVII Magnum Principium (3 settembre 2017)
- XVIII Summa Familae Cura (8 settembre 2017)
- XIX Imparare a congedarsi (12 febbraio 2018)
- XX Circa la Cappella Musicale Pontificia (17 gennaio 2019)
- XXI Vos estis lux mundi (9 maggio 2019)
- XXII Aperuit illis (30 settembre 2019)
- XXIII Riguardante l'Ufficio del Decano del Collegio Cardinalizio (29 novembre 2019)
- XXIV Sulla trasparenza, il controllo e la concorrenza nelle procedure di aggiudicazione dei contratti pubblici della Santa Sede e dello Stato della Città del Vaticano (1º giugno 2020)
- XXV Authenticum charismatis (1º novembre 2020)
- XXVI Ab initio (21 novembre 2020)
- XXVII Una migliore organizzazione (26 dicembre 2020)
- XXVIII Spiritus Domini (10 gennaio 2021)
- XXIX Modifiche in materia di giustizia (8 febbraio 2021)
- XXX Circa il contenimento della spesa per il personale della Santa Sede, del Governatorato dello Stato della Città del Vaticano e di altri Enti collegati (23 marzo 2021)
- XXXI Recante disposizioni sulla trasparenza nella gestione della finanza pubblica (26 aprile 2021)
- XXXII Recante modifiche in tema di competenza degli organi giudiziari dello Stato della Città del Vaticano (30 aprile 2021)
- XXXIII Antiquum ministerium (10 maggio 2021)
- XXXIV Traditionis custodes (16 luglio 2021)
- XXXV Sull'istituzione della Commissione Pontificia di verifica e applicazione del Motu Proprio Mitis Iudex nelle Chiese d’Italia (17 novembre 2021)
- XXXVI Fidem servare (11 febbraio 2022)
- XXXVII Assegnare alcune competenze (11 febbraio 2022)
- XXXVIII Recognitum Librum VI (26 aprile 2022)
- XXXIX Ad charisma tuendum (14 luglio 2022)
- XL Sulle persone giuridiche strumentali della Curia Romana (5 dicembre 2022)
- XLI Il diritto nativo (20 febbraio 2023)
- XLII Vocare peccatores (20 marzo 2023)
- XLIII Vos estis lux mundi (25 marzo 2023)
- XLIV Expedit ut iura (2 aprile 2023)
- XLV Recante modifiche alla normativa penale e all’ordinamento giudiziario dello Stato della Città del Vaticano (12 aprile 2023)
- XLVI Iam pridem (16 aprile 2023)
- XLVII La nuova Legge fondamentale dello Stato della Città del Vaticano (13 maggio 2023)
- XLVIII Le Prelature Personali (8 agosto 2023)
- XLIX Ad theologiam promovendam (1º novembre 2023)
- L Per meglio armonizzare (27 novembre 2023)
- LI Finis et modus (16 gennaio 2024)
- LII Munus Tribunalis (28 febbraio 2024)
- LIII Recante modifiche alla Legge sull’ordinamento giudiziario, alla Legge recante disposizioni per la dignità professionale e il trattamento economico dei magistrati ordinari del Tribunale e dell’Ufficio del Promotore di giustizia e al Regolamento Generale del Fondo Pensioni (27 marzo 2024)
- LIV Fide Incensus (18 maggio 2024)
- LV Fratello Sole (21 giugno 2024)
- LVI La vera bellezza (1º ottobre 2024)